# She's So Unusual
She's So Unusual es el primer álbum de estudio de la cantante estadounidense Cyndi Lauper, publicado el 14 de octubre de 1983 por la compañía discográfica Epic Records. El álbum fue relanzado en el año 2014, para conmemorar su trigésimo aniversario, bajo el nombre de She's So Unusual: A 30th Anniversary Celebration. El relanzamiento contiene maquetas y remezclas del material publicado anteriormente, así como una nueva portada.
En 1978, Cyndi Lauper formó la banda Blue Angel. La agrupación pronto firmó un contrato de grabación con la compañía discográfica Polydor Records; sin embargo, su álbum debut no tuvo el éxito esperado, separándose luego de que despidieran a su mánager, quien demandó a Cyndi por 80 000 dólares, obligándola a declararse en bancarrota. Lauper continuó cantando en muchos clubes nocturnos de la ciudad de Nueva York y llamó la atención de David Wolff, quien se convirtió en su manager y posteriormente consiguió que firmara un contrato con la disquera Portrait Records, logrando así su primer álbum.
El álbum está basado principalmente en el new wave, con canciones influenciadas por synthpop y pop rock. Tras su lanzamiento, el álbum recibió críticas positivas. Lauper ganó varios premios y reconocimientos para el álbum, incluyendo dos Grammy Awards en los Premios Grammy de 1985, uno de los cuales fue para el mejor nuevo artista. She's So Unusual alcanzó el puesto número #4 en el Billboard 200. Ha vendido 16 millones de copias en el mundo, siete de ellas en los Estados Unidos, lo que lo convierte en el álbum más vendido de Lauper hasta la fecha y uno de los más vendidos de la década de 1980. Fue el segundo álbum más vendido en Canadá por una artista femenina en la década de 1980, detrás de Whitney Houston, vendiendo más de 900 000 copias. El álbum se clasificó en la posición #494 en la lista de Rolling Stone de los 500 mejores álbumes de todos los tiempos en 2003. También se incluyó en otras listas, como en posición #41 en la lista de Rolling Stone Women Who Rock: Los 50 álbumes más grandes de todos los tiempos, del 2012. Y "Los 100 mejores álbumes debut" de la revista Rolling Stone, en el número #13.
Seis sencillos fueron lanzados del álbum, de los cuales cuatro —«Girls Just Want to Have Fun», «Time After Time», «She Bop» y «All Through the Night»— llegaron a los cinco primeros lugares del conteo Billboard Hot 100, por lo que Lauper se convirtió en la primera cantante femenina en tener cuatro sencillos de un mismo álbum en los cinco primeros puestos del conteo.

## Antecedentes
En 1978, Lauper conoció al músico John Turi, con quien entabló una grata amistad y al poco tiempo formaron la banda de rockabilly Blue Angel ―nombre que tomaron de la película El ángel azul (1930)―. Luego que Steve Masarky, entonces representante de The Allman Brothers Band, vio su actuación en un club de Upper West Side actuar y escuchó sus maquetas «costosas» y «malas» consiguieron firmar un contrato discográfico con Polydor Records en 1980.
A pesar de la aclamación por parte de la crítica, el álbum fue un fracaso comercial. Los miembros de Blue Angel también tuvieron un altercado con Massarsky y le dispararon como su mánager. Más tarde se presentó una demanda $80,000 en contra de ellos, lo que obligó Lauper declararse en la quiebra.
Después de Blue Angel se separó, Lauper pasó un tiempo trabajando en las tiendas minoristas y cantando en clubes locales. En 1981, mientras cantaba en un bar local de Nueva York, se reunió Lauper David Wolff, quien asumió como su mánager. Con su ayuda, Lauper firmó con Portrait Records, subsidiaria de Epic Records, en la primavera de 1983 y pronto comenzó a grabar su álbum debut.

## Grabación
Todo el álbum fue grabado en Record Plant en Nueva York, entre el 1 de diciembre de 1982 hasta el 30 de junio de 1983. El álbum fue producido por Rick Chertoff y William Wittman.

## Portada
La portada del álbum She's So Unusual fue fotografiada en Henderson Paseo en Coney, de Nueva York en el verano de 1983 por Annie Leibovitz. Presenta a Lauper usando un vestido rojo vintage estilo fiesta de graduación que compró en la tienda de ropa vintage donde solía trabajar, Screaming Mimi. También se la ve sosteniendo un ramo de flores, que se la compraron a un vendedor en el paseo marítimo en el momento del rodaje. Cyndi Lauper tenía una pesada bisutería en las orejas, los brazos, el cuello y el tobillo derecho. Está descalza, a excepción de unas medias de rejilla, y sus tacones rojos parecen haber sido quitados frente a ella mientras yacían de lado en la parte inferior de la foto. La foto de portada fue capturada frente al museo de cera, The World In Wax Musee. Se puede ver detrás de Lauper que el museo había estado cerrado por algún tiempo y en el momento del cierre tenía una estatua de cera del gran beisbolista puertorriqueño Roberto Clemente . El toldo de madera sobre la entrada con los dos paneles azules decía el nombre del museo. El primer panel decía "The World" y el segundo panel decía "In Wax". Esto fue borrado de la fotografía por razones desconocidas.
La portada le valió a Janet Perr el premio Grammy al mejor paquete de grabación en 1985.

## Promoción

### Sencillos

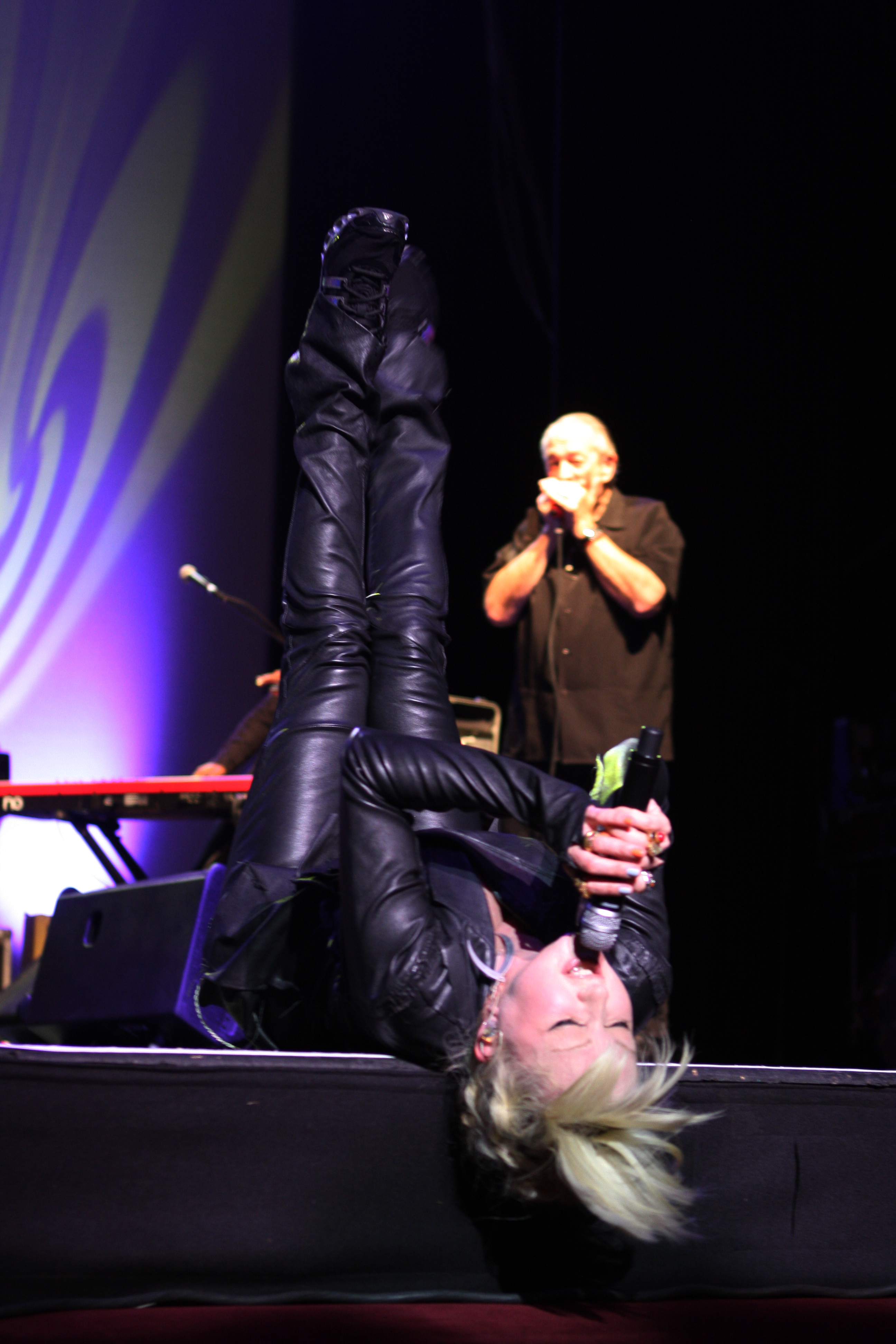
Lauper interpretando «She Bop», tercer tema de She's So Unusual durante la gira Memphis Blues World Tour (2010)

«Girls Just Want to Have Fun» salió a la venta como el sencillo principal del álbum el 6 de septiembre de 1983. Se convirtió en un éxito masivo, alcanzando el primer puesto en varios países como Australia, Canadá, Irlanda, Nueva Zelanda y Noruega, y se ubicó entre los cinco primeros en otros territorios. En Estados Unidos, estuvo dos semanas consecutivas en el segundo puesto del Billboard Hot 100; «Jump» de Van Halen evitó que liderada el conteo. Su vídeo musical, dirigido por Edd Griles, representó «una manera más divertida y desenfadada en la que las chicas quieren la misma igualdad y el mismo reconocimiento que tienen los hombres en la sociedad». Obtuvo cinco nominaciones en los MTV Video Music Awards de 1984 y dos en los Premios Grammy de 1985. Además, se incluyó en varias listas y recopilaciones hechas por la revista Rolling Stone y las cadenas de televisión VH1 y MTV.
«Time After Time» fue el segundo sencillo y se publicó el 27 de enero de 1984. Obtuvo reseñas positivas por parte de la crítica, que la consideró como «una de las mejores baladas de la década». En 2021, Rolling Stone ubicó a la canción en el puesto 494 dentro de su lista sobre las «500 mejores canciones de todos los tiempos». Se convirtió en su primer sencillo número uno en el Hot 100; al igual que el ranking de adulto contemporáneo. En Canadá encabezó la lista RMP, siendo su segundo número uno allí. Por otra parte, llegó a los diez primeros lugares en Austria, Francia, Irlanda, Nueva Zelanda y Reino Unido.
El tercer sencillo, «She Bop», salió al mercado el 2 de julio de 1984. Los críticos la describieron como «una pista de sintetizador totalmente bailable». A pesar de haber sido incluida por el comité estadounidense Parents Music Resource Center (PMRC) dentro de la lista Filthy Fifteen (Quince sucias) por percibir contenido sexual en su letra; fue un gran éxito comercial, al llegal al número tres del Hot 100, y a los diez primeros en Australia, Austria, Canadá, Nueva Zelanda y Suiza.
«All Through the Night», el cuarto sencillo de She's So Unusual se lanzó el 3 de septiembre de 1984. Los críticos elogiaron la pista, al resaltar la «poderosa interpretación vocal» de la cantante. Se situó entre las veinte primeras posiciones en Australia, Austria, Canadá, Nueva Zelanda y Suiza. En la edición del 8 de diciembre de 1984 «All Through the Night» llegó al quinto puesto en el Hot 100; hecho que convirtió a Lauper en la primera artista en posicionar cuatro sencillos consecutivos en el top cinco de la lista estadounidense.
A diferencia de sus antecesores, «Money Changes Everything» —el quinto sencillo del álbum publicado el 22 de diciembre de 1984— fue un éxito moderado en la mayoría de las listas musicales del mundo. En Estados Unidos, llegó al vigésimo séptimo lugar del Hot 100 en la edición del 9 de febrero de 1985.

## Legado
En cuarenta minutos, Cyndi Lauper realizó una de sus mejores obras en momentos que la industria carecía de mujeres empoderadas y que impusieran su estilo a través de la música. “She’s So Unusual” es el álbum debut de la norteamericana y en él entrelaza el poder femenino con los infortunios de su carrera hasta dar con el éxito.[cita requerida]
Lauper tenía 30 años cuando vio el mundo a sus pies. Había pasado por varios momentos tanto personales como económicos muy malos, pero eso no la amedrentó y la hizo forjarse como una activista ferviente del feminismo y las minorías sexuales. El debut de Cyndi fue una verdadera bocanada de aire fresco para toda una industria saturada con Men at Work y bandas semejantes. El LP es de clase mundial y convirtió a Lauper como una de las mejores vocalistas de rock tanto por su salvaje desplante como por su maravillosa voz.[cita requerida]

## The Fun Tour
The Fun Tour fue la primera gira mundial realizada por  Cyndi Lauper. Apoyando y promocionando su primer álbum de estudio She's So Unusual. La gira, que inició el 22 de noviembre de 1984 y finalizó el 9 de diciembre de 1985, se realizó en distintos clubes y discotecas de Nueva York y Londres. Fueron 98 las presentaciones en Estados Unidos y 3 en el continente europeo.

## Recepción

### Crítica
She's So Unusual fue votado como el undécimo mejor álbum del año en The Village Voice. En una revisión retrospectiva de AllMusic, crítico de música Stephen Thomas Erlewine llamó al álbum un "vertiginoso mezcla de confianza en sí mismo, popcraft efervescente, sentimentalismo descarada, subversivo, y el humor inteligente". Sal Cinquemani de Slant Magazine lo llamó "un clásico del pop". Alternative Press dijo que, con "algunos afina" y tres temas extra de la reedición CD, el álbum "ciertamente lleva otro escucha."

### Comercial
En los Estados Unidos, She's So Unusual debutó en el puesto 193 de la lista Billboard 200 en la edición del 24 de diciembre de 1983.Debido al éxito del primer sencillo del álbum en la radio de Estados Unidos y la visualización intensa de su vídeo musical en MTV. En las siguientes semanas, las ventas del álbum se mantuvieron estables gracias a los siguientes cuatro sencillos y la gira mundial de Lauper y las apariciones en televisión popular y programas de radio. En general, el álbum se mantuvo 77 semanas en la lista Billboard 200. Se convirtió en uno de los más vendidos de 1984. Desde entonces, ha vendido más de 7 millones de copias en los Estados Unidos, donde fue certificado siete veces platino por la RIAA. She's So Unusual ha vendido más de 16 millones de copias en todo el mundo.

## Premios y nominaciones
She's So Unusual y sus sencillos le concedieron a Lauper seis nominaciones a los Premios Grammy, incluyendo Álbum del Año y en última instancia ganando los premios por Mejor Presentación de Grabación y Mejor Artista Nuevo. "Girls Just Want To Have Fun" fue nominada a Grabación del Año y Mejor Interpretación Femenina Vocal de Pop, y "Time After Time" fue nominada para Canción del Año. Lauper ha ganado diez nominaciones a los premios MTV Video Music Awards. "Girls Just Want To Have Fun" recibió seis nominaciones incluyendo Vídeo del Año, y ganó por Mejor Vídeo Femenino. "Time After Time" recibió tres nominaciones y "She Bop" recibió una nominación. En 2002, el álbum ocupó el puesto número 41 en la lista 50 Essential "Women In Rock" Albums de la revista Rolling Stone. En 2003, el álbum ocupó el puesto número 494 en la lista de los 500 mejores álbumes de todos los tiempos de la revista Rolling Stone. En 2012, Slant Magazine colocó al álbum en el #22 en su lista de "Los Mejores Álbumes de la Década de 1980", diciendo "una colección absolutamente sin igual de profundas joyas del pop".
| Año       | Trabajo nominado              | Ceremonia de premiación | Categoría                               | Resultado | Ref.          |
| --------- | ----------------------------- | ----------------------- | --------------------------------------- | --------- | ------------- |
| 1984/1985 | «Girls Just Want to Have Fun» | MTV Video Music Awards  | Vídeo del año                           | Nominado  | [ 21 ]        |
| 1984/1985 | «Girls Just Want to Have Fun» | MTV Video Music Awards  | Mejor artista nuevo                     | Nominado  | [ 21 ]        |
| 1984/1985 | «Girls Just Want to Have Fun» | MTV Video Music Awards  | Mejor vídeo femenino                    | Ganador   | [ 21 ]        |
| 1984/1985 | «Girls Just Want to Have Fun» | MTV Video Music Awards  | Mejor vídeo conceptual                  | Nominado  | [ 21 ]        |
| 1984/1985 | «Girls Just Want to Have Fun» | MTV Video Music Awards  | Elección de los televidentes            | Nominado  | [ 21 ]        |
| 1984/1985 | «Girls Just Want to Have Fun» | MTV Video Music Awards  | Mejor interpretación general            | Nominado  | [ 21 ]        |
| 1984/1985 | «Time After Time»             | MTV Video Music Awards  | Mejor artista nuevo                     | Nominado  | [ 21 ]        |
| 1984/1985 | «Time After Time»             | MTV Video Music Awards  | Mejor vídeo femenino                    | Nominado  | [ 21 ]        |
| 1984/1985 | «Time After Time»             | MTV Video Music Awards  | Mejor dirección                         | Nominado  | [ 21 ]        |
| 1984/1985 | «She Bop»                     | MTV Video Music Awards  | Mejor vídeo femenino                    | Nominado  | [ 21 ]        |
| 1985      | Cyndi Lauper                  | Premios Grammy          | Mejor artista nuevo                     | Ganador   | [ 23 ] [ 22 ] |
| 1985      | She's So Unusual              | Premios Grammy          | Mejor Diseño de Embalaje                | Ganador   | [ 23 ] [ 22 ] |
| 1985      | She's So Unusual              | Premios Grammy          | Álbum del año                           | Nominado  | [ 23 ] [ 22 ] |
| 1985      | «Girls Just Want to Have Fun» | Premios Grammy          | Grabación de año                        | Nominado  | [ 23 ] [ 22 ] |
| 1985      | «Girls Just Want to Have Fun» | Premios Grammy          | Mejor interpretación vocal pop femenina | Nominado  | [ 23 ] [ 22 ] |
| 1985      | «Time After Time»             | Premios Grammy          | Grabación de año                        | Nominado  | [ 23 ] [ 22 ] |

## Lista de canciones
| N.º | Título                        | Escritor(es)                                             | Duración |  |
| 1.  | «Money Changes Everything»    | Tom Gray                                                 | 5:05     |  |
| 2.  | «Girls Just Want to Have Fun» | Robert Hazard                                            | 3:58     |  |
| 3.  | «When You Were Mine»          | Prince                                                   | 5:06     |  |
| 4.  | «Time After Time»             | Rob Hyman Cyndi Lauper                                   | 4:01     |  |
| 5.  | «She Bop»                     | Rick Chertoff Gary Corbett Lauper Stephen Broughton Lunt | 3:49     |  |
| 6.  | «All Through the Night»       | Jules Shear                                              | 4:32     |  |
| 7.  | «Witness»                     | Lauper John Turi                                         | 3:40     |  |
| 8.  | «I'll Kiss You»               | Lauper Shear                                             | 4:12     |  |
| 9.  | «He's So Unusual»             | Al Sherman Al Lewis Abner Silver                         | 0:45     |  |
| 10. | «Yeah Yeah»                   | Hasse Huss Mikael Rickfors                               | 3:18     |  |

| \| N.º \| Título \| Escritor(es) \| Duración \| \| \| 11. \| «Money Changes Everything» (Live) \| Tom Gray \| 4:35 \| \| \| 12. \| «She Bop» (Live) \| - Rick Chertoff - Gary Corbett - Lauper - Stephen Broughton Lunt \| 5:20 \| \| \| 13. \| «All Through the Night» (Live) \| Jules Shear \| 4:48 \| \| |                                   |                                                          |          |  |
| N.º | Título                            | Escritor(es)                                             | Duración |  |
| 11. | «Money Changes Everything» (Live) | Tom Gray                                                 | 4:35     |  |
| 12. | «She Bop» (Live)                  | Rick Chertoff Gary Corbett Lauper Stephen Broughton Lunt | 5:20     |  |
| 13. | «All Through the Night» (Live)    | Jules Shear                                              | 4:48     |  |

## Créditos y personal
| Intérpretes y músicos - Cyndi Lauper: voz y coros - Eric Bazilian: guitarra, saxofón - Rob Hyman: coros - Anton Fig: percusión, batería - Neil Jason: bajo, guitarra - Richard Ternini: sintetizadores - Rick DiFonzo : guitarra - Peter Wood: sintetizadores - Rick Chertoff: percusión - William Wittman: guitarra - Ellie Greenwich: coros - Maeretha Stewart: coros - Diane Wilson: coros - Krystal Davis: coros - Jules Shear: coros Diseño - Janet Perr: dirección de arte y diseño - Annie Leibovitz: fotografía - Justin Ware: estilista - Laura Wells: estilista - Ralph Scibelli: estilista - Screaming Mimi's: vestuario | Producción - Rick Chertoff: productor - Lennie Petze: productor ejecutivo - William Wittman: productor e ingeniero - John Agnello: ingeniero asistente - John Jansen - ingeniero - Rod O'Brien - ingeniero - Dan Beck - gerente de producto |

Créditos adaptados desde las notas de She's So Unusual

## Posicionamiento en listas
| País/Continente | Lista (1984)               | Posición |
| --------------- | -------------------------- | -------- |
| Alemania        | Offizielle Top 100         | 23       |
| Australia       | Kent Music Report          | 3        |
| Austria         | Ö3 Austria                 | 5        |
| Canadá          | RPM 100 Albums             | 1        |
| Canadá          | The Record                 | 5        |
| Estados Unidos  | Billboard 200              | 4        |
| Estados Unidos  | Billboard Rock Albums      | 13       |
| Estados Unidos  | Billboard Top LPs & Albums | 4        |
| Europa          | European Top 100 Albums    | 16       |
| Finlandia       | Suomen virallinen lista    | 22       |
| Italia          | Musica e dischi            | 14       |
| Japón           | Oricon                     | 5        |
| Nueva Zelanda   | RMNZ                       | 3        |
| Países Bajos    | Dutch Charts               | 19       |
| Noruega         | VG-lista                   | 4        |
| Sudáfrica       | RISA                       | 6        |
| Suecia          | Sverigetopplistan          | 22       |
| Suiza           | Schweizer Hitparade        | 8        |
| Reino Unido     | UK Albums Chart            | 16       |

| País           | Lista (1984)        | Posición |
| -------------- | ------------------- | -------- |
| Alemania       | Offizielle Top 100  | 75       |
| Australia      | Kent Music Report   | 24       |
| Canadá         | RPM 100 Albums      | 5        |
| Japón          | Oricon              | 25       |
| Nueva Zelanda  | RMNZ                | 33       |
| Noruega        | VG-lista            | 11       |
| Suiza          | Schweizer Hitparade | 16       |
| Reino Unido    | UK Albums Chart     | 70       |
| Estados Unidos | Billboard 200       | 11       |
| País           | Lista (1985)        | Posición |
| Australia      | Kent Music Report   | 8        |
| Austria        | Ö3 Austria          | 19       |
| Canadá         | RPM 100 Albums      | 24       |
| Nueva Zelanda  | RMNZ                | 17       |
| Estados Unidos | Billboard 200       | 28       |

## Certificaciones
| País           | Organismo certificador | Certificación | Ventas certificadas | Simbolización | Ref.          |
| -------------- | ---------------------- | ------------- | ------------------- | ------------- | ------------- |
| Alemania       | BVMI                   | Oro           | 250 000             | ●             | [ 86 ]        |
| Australia      | ARIA                   | Platino       | 70 000              | ▲             | [ 87 ]        |
| Brasil         | Pro-Música Brasil      | Oro           | 250 000             | ●             | [ 88 ]        |
| Canadá         | CRIA                   | 8× Platino    | 900 000             | 8▲            | [ 89 ]        |
| Estados Unidos | RIAA                   | 7× Platino    | 7 000               | 7▲            | [ 4 ]         |
| Francia        | SNEP                   | Oro           | 100 000             | ●             | [ 90 ]        |
| Hong Kong      | IFPI (Hong Kong)       | Oro           | 10 000              | ●             | [ 91 ]        |
| Japón          | RIAJ                   | Platino       | 372 000             | ▲             | [ 92 ] [ 93 ] |
| Nueva Zelanda  | RIANZ                  | Platino       | 15 000              | ▲             | [ 94 ]        |
| Reino Unido    | BPI                    | Oro           | 100 000             | ●             | [ 95 ]        |
| Sudáfrica      | RISA                   | 2x Platino    | 100 000             | 2▲            | [ 70 ]        |
| Suiza          | IFPI (Suiza)           | Platino       | 50 000              | ▲             | [ 96 ]        |

## She's So Unusual: A 30th Anniversary Celebration
'She's So Unusual: A 30th Anniversary Celebration' es la reedición del el álbum debut de la cantante estadounidense Cyndi Lauper, lanzado el 1 de abril de 2014 por Legacy Records. Lanzado para conmemorar el treinta aniversario del álbum original She's So Unusual. She's So Unusual: A 30th Anniversary Celebration cuenta con las diez canciones originales de álbum, tres remix, y un DVD con videos musicales.

### Lista de canciones
CD; 1
1. "Money Changes Everything"
2. "Girls Just Want to Have Fun"
3. "When You Were Mine"
4. "Time After Time"
5. "She Bop"
6. "All Through the Night"
7. "Witness"
8. "I'll Kiss You"
9. "He's So Unusual"
10. "Yeah Yeah"
11. "Girls Just Want to Have Fun (2013 Yolanda Be Cool Remix)"
12. "Time After Time (2013 NERVO Back in Time Remix)"
13. "Time After Time (2013 Bent Collective Remix)"

CD; 2
1. Girls Just Want to Have Fun [Early Guitar Demo]
2. All Through the Night [1983 Rehearsal with Studio Dialogue]
3. Rules and Regulations [1983 Rehearsal]
4. Money Changes Everything [Demo]
5. Girls Just Want to Have Fun [Demo]
6. Right Track Wrong Train
7. Witness [Live, Boston, 1984]
8. She Bop [Special Dance Mix] [1984 Arthur Baker Remix]
9. Time After Time [Work in Progress Rough Mix]

### Gira
She's So Unusual: 30th Anniversary Tour fue la gira lanzada por Lauper para el treinta aniversario de álbum. La gira empezó en junio de 2013 en San Diego, California, y añadió una segunda parte norteamericana después de su visita a Japón y Australia.

### Charts
| Lista (2014)                  | Peak position |
| ----------------------------- | ------------- |
| Austria Albums Chart          | 21            |
| Japón Oricon Top 100 LP Chart | 53            |
| U.S. Billboard 200            | 150           |